# Georges Delbard
Georges Delbard, né le 20 mai 1906 à Malicorne (Allier) et mort le 20 mars 1999 dans la même commune, est un pépiniériste et rosiériste français, fondateur de la société Delbard.

## Biographie
Georges Alphonse Delbard est né dans une famille d'agriculteurs de la région de Commentry (Allier).
Enfant fragile, presque souffreteux, complexé, il s'intéresse très jeune aux fleurs ; son oncle Félix Delbard, prêtre, lui communique sa passion pour l'horticulture. 
En 1922, il travaille comme simple ouvrier aux forges de Commentry. En 1929, il entre chez Truffaut à Versailles. Passionné par les roses et les arbres fruitiers, il ouvre son premier magasin sur le quai de la Mégisserie à Paris en 1935, avec des idées novatrices concernant la gamme et la présentation, donnant ainsi naissance au premier libre-service de jardinage.
Il crée très vite, le 15 décembre 1935, un catalogue de ses produits afin de faire de la vente par correspondance.
En 1942, il reprend la ferme de Malicorne et sa production d'arbres fruitiers et, en 1945, ce sont les débuts de la pépinière de rosiers. Ensuite, il achète la ferme du petit Bourg à Évry et y installe 5 ha de semis de rosiers.
En 1947, il publie Les Beaux Fruits de France. Cet ouvrage lui permet d'être reconnu par les horticulteurs du monde entier qui lui envoient des graines et greffons afin qu'il constitue le plus grand verger conservatoire de variétés fruitières en France (1 516 pommiers, 528 poiriers, 1 178 pêchers, 405 pruniers, 559 cerisiers), et bientôt le centre de création de ses nouvelles variétés.

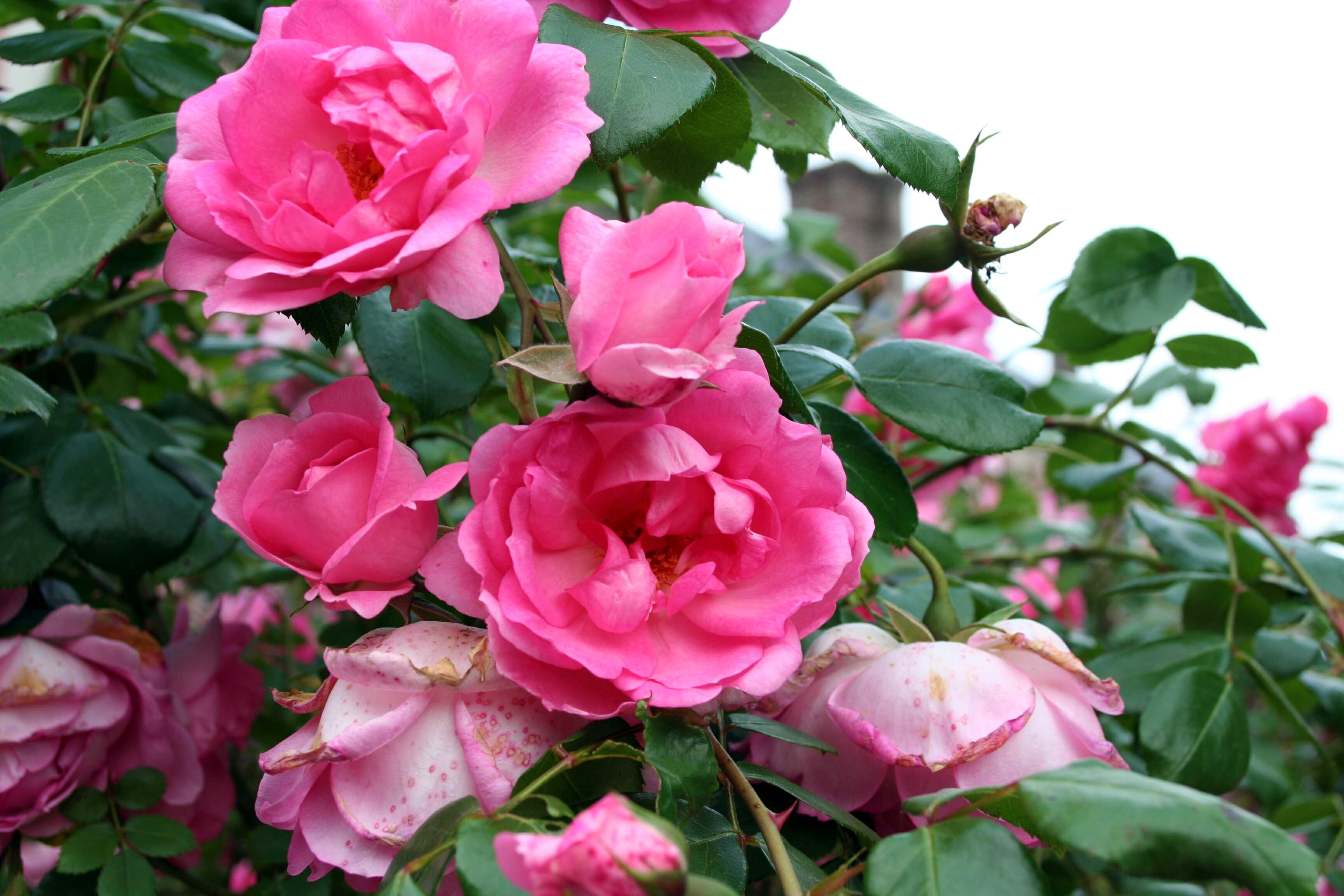
Roses 'Centenaire de Lourdes' (1958), jardin de Claude Monet à Giverny.

Le 1er janvier 1955, André Chabert, fils d'un rosiériste amateur reconnu, intègre l'entreprise. Il sera l'obtenteur en particulier de 'Centenaire de Lourdes', de 'Milrose', de 'Soleil d'or' et de toutes les créations de cette période qui hissent la maison Delbard dans les rangs des plus grands rosiéristes. Lui succède Guy Delbard, le plus jeune fils de Georges Delbard.
Georges Delbard a effectué des recherches sur les origines des roses qui l'ont mené en Chine et en Syrie. Il nous décrit ses découvertes et ses hypothèses dans Le Grand Livre de la rose.
Le Jardin-Verger de Malicorne est, depuis juillet 2000, une association à but non lucratif. La petite roseraie qui s'y trouve expose plus de 1 400 roses, de 100 variétés différentes. 
La personnalité de Georges Delbard a dominé toute l'horticulture française de la seconde moitié du XXe siècle.

## Les sociétés Delbard

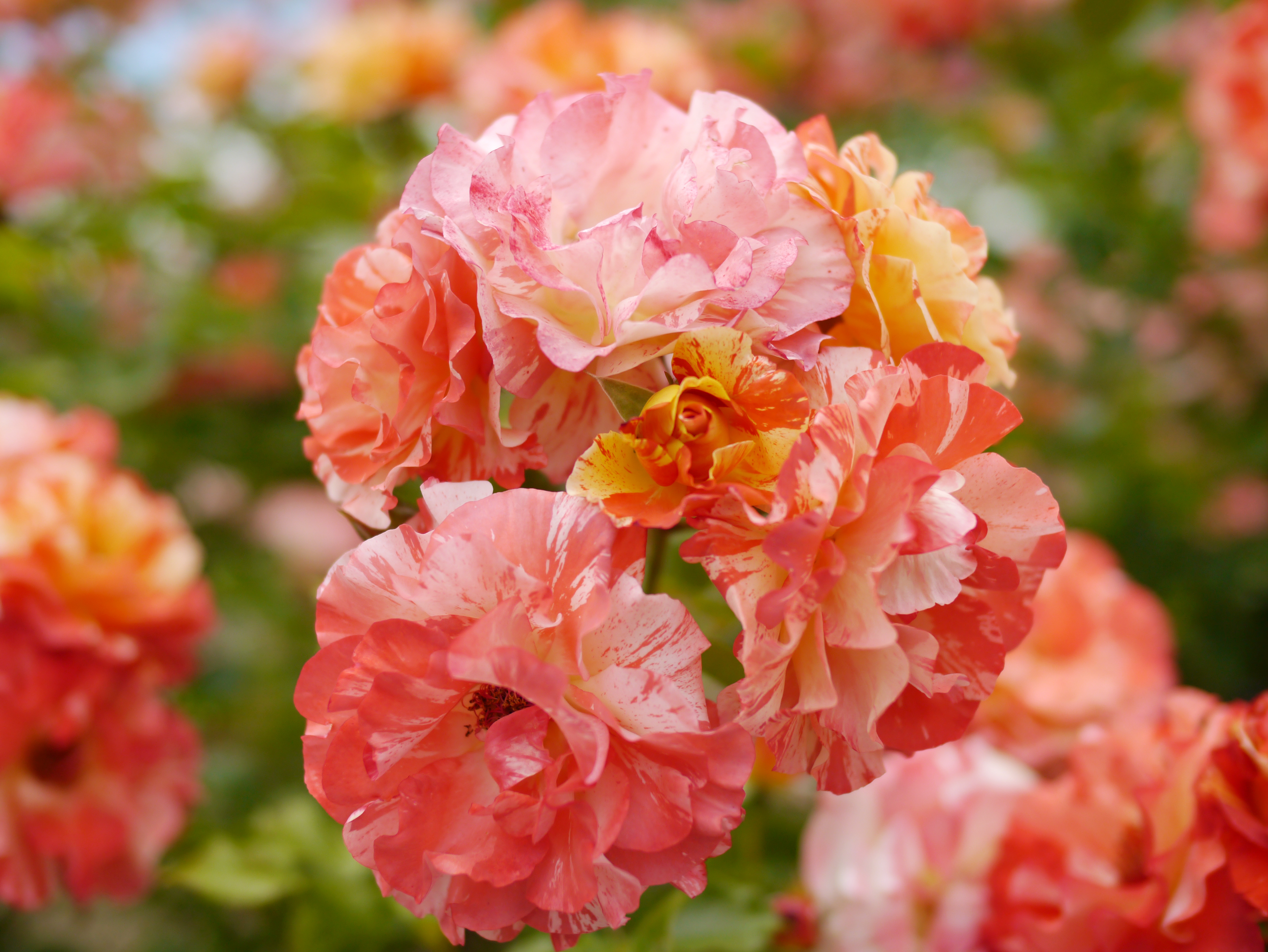
Le cultivar 'Alfred Sisley' (1998).

La société Delbard a été fondée en 1935 par Georges Delbard, avec des activités de distribution et production, à destination des professionnels et des particuliers (jardineries). Elle a été dirigée successivement par Georges Delbard, François Delbard son fils aîné, puis par son deuxième fils Henri Delbard. 
La société a été cédée dans son ensemble par la famille Delbard en 2005. Puis, en 2010, le groupe Delbard est à nouveau vendu au groupe Nalod's. 
En 2012, les pépinières sont vendues séparément, après avoir été placées en redressement judiciaire, à Henri Delbard et Arnaud Delbard, fils et petit-fils du fondateur. Une nouvelle société, la « Société Nouvelle Pépinières et Roseraies Georges Delbard » (SN PRGD) est créée et relance donc la recherche de variétés pour la production. La marque et les jardineries restent la propriété du groupe Nalod's (centrale de services pour jardineries).
En 2013, les jardineries exploitées par la société Jardi Expansion : Dieppe, Mans, Benouville, Dreux, Sens, Chelles, Rueil-Malmaison, Sartouville sont cédées le 2 octobre 2013 pour un euro à BI Invest, société holding créée en mai 2013 par Said Belk. Tous les magasins repris ferment les uns après les autres dans des « conditions surprenantes ». Le 29 janvier 2014, Jardi Expansion est placée en liquidation judiciaire
En 2014, InVivo Grand Public (Gamm Vert) rachète à Nalod's le réseau Delbard et les Jardineries du Terroir. Au 30 juin 2015, le Groupe Nalod's a réalisé un chiffre d'affaires de 6.399 k€ et une perte nette de 587 k€.

## Créations

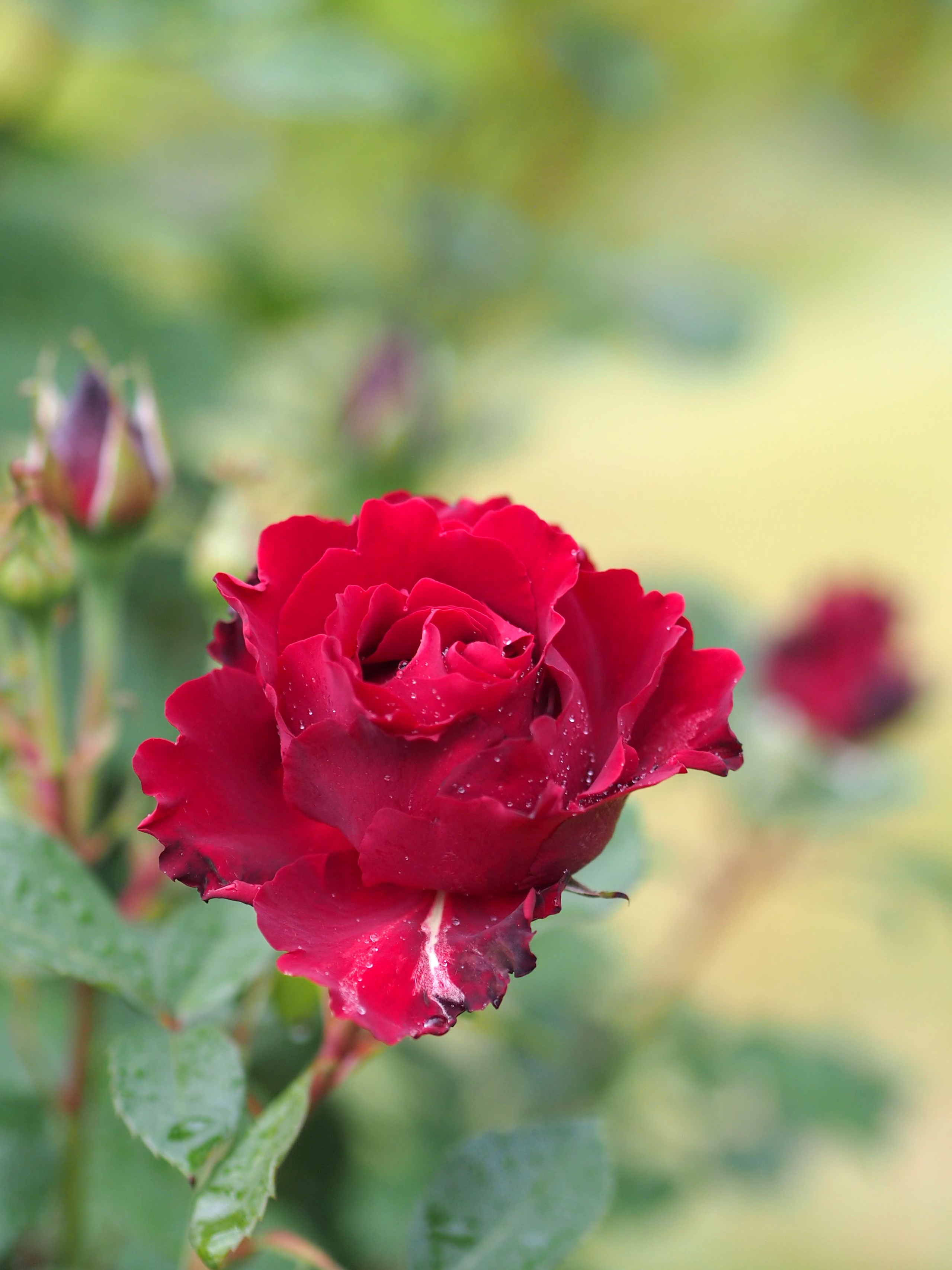
'Barbara' (1997).

Les horticulteurs Delbard sont connus pour leurs créations de nouvelles roses.   
Par exemple, ils ont créé en 1973, par croisement de ('Gloire de Rome' X 'Impeccable') X 'Papa Meilland', la rose 'Black Beauty', un cultivar de rosier qui produit des roses noires la première année, puis des roses violettes,. Cette rose a reçu en fait le nom d'un cheval. La rose subit des mutations spontanées donnant le cultivar 'Hocus Pocus' qui à son tour donne un autre mutant, 'Abracadabra'.  
La rose 'Grand Siècle' est devenue un classique des jardins depuis son obtention en 1987. 
Delbard a également créé de nombreux cultivars d'arbres fruitiers, en particulier des pommiers tels que Delbard Jubilé (Delgollune), Delorina, Delfloga, Deltana, Delprivale, Tentation, etc.
L'une des dernières œuvres du vivant de Georges Delbard est la rose Barbara, créée à l'occasion du décès de l'artiste Barbara en 1997.

## Publications

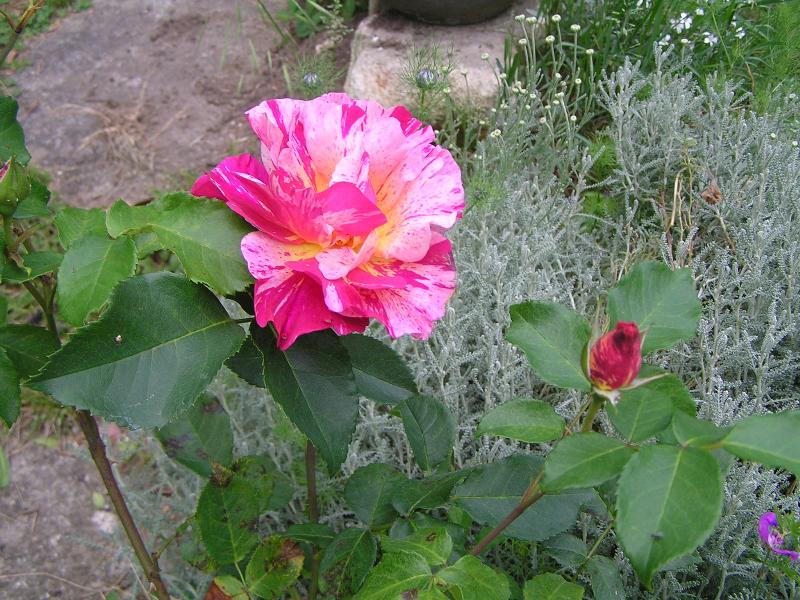
'Claude Monet' (1992)

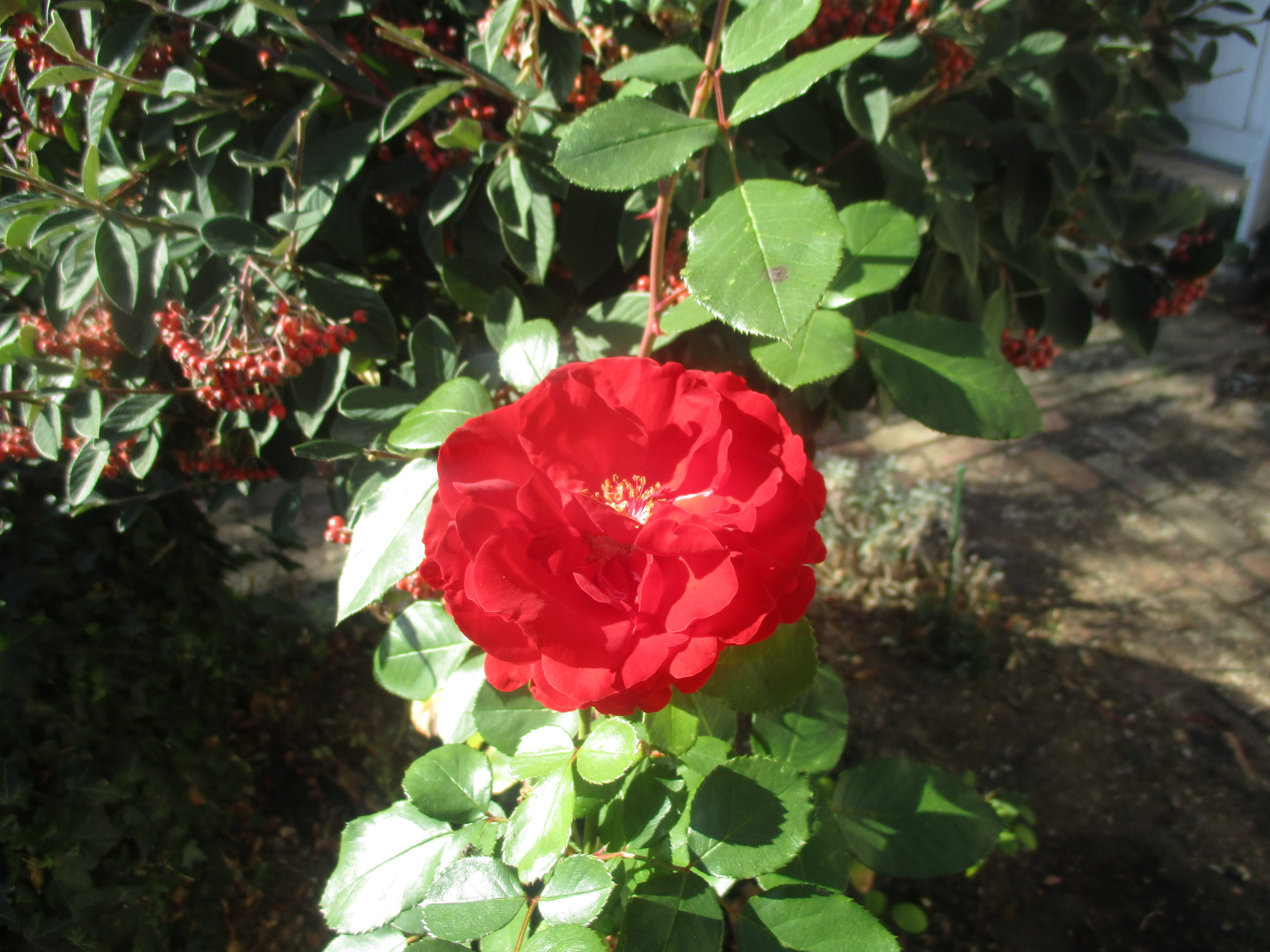
'Fluorescent' (1977)

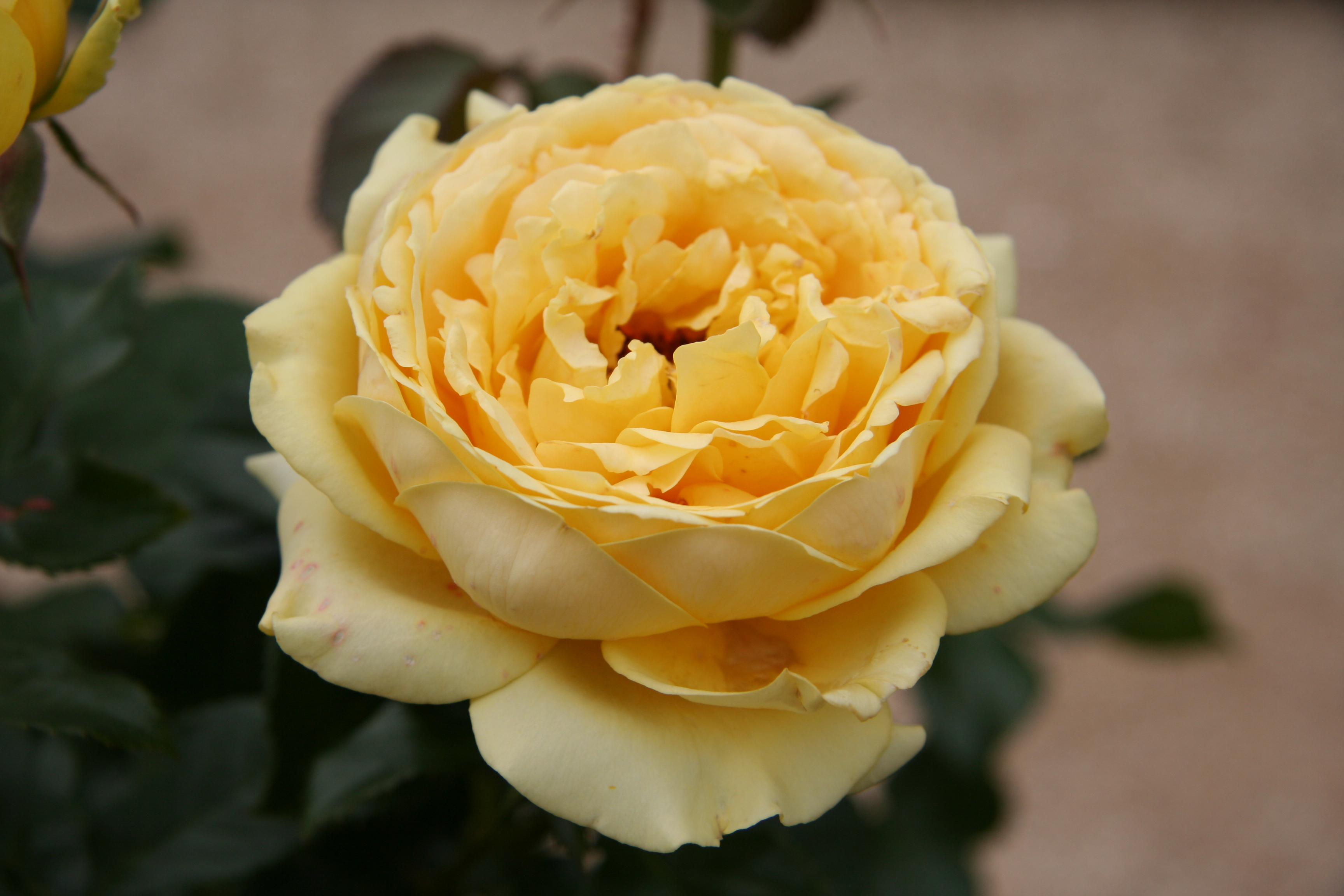
'Juliette Gréco' (1999)

- Jardinier du monde (autobiographie), Hachette, 661 pages, 1986 (OCLC 14139008), prix Dumas-Millier de l’Académie française en 1987
- Le Grand Livre de la rose, Paris, Somogy, 2002  (ISBN 9782850565212)
- Guide de plantation, Montluçon : Grande Impr. nouvelle, 1963 (OCLC 460083622)
- Les Beaux Fruits de France, Georges Delbard, 1947
- « Anthologie de la rose »
  - Radio : Georges Delbard a été l'invité de la collection Les Contes de la Mémoire enregistrée par FR3 AUVERGNE RADIO (1977-90 minutes -INA Lyon)